# Edmond Jean François Barbier
Pour les articles homonymes, voir Barbier.
Edmond Jean François Barbier, né à le 16 janvier 1689 à Paris où et il est mort le 29 janvier 1771, est un mémorialiste français.

## Biographie
Issu d'une famille originaire de Vitry le François (branches d'Increville et de Felcourt), Edmond Jean François Barbier naquit à Paris dans la rue Galande, près la place Maubert, le 16 janvier 1689. Son père et son grand-père avaient été avocats au parlement de Paris, et il fut destiné par sa famille à suivre la même carrière.
Reçu avocat au Parlement de Paris le 30 juillet 1708, Barbier fut toute sa vie, comme son père, avocat consultant au Parlement de Paris, et non plus que celui-ci, il ne parait pas avoir plaidé une seule fois pendant le cours de sa longue carrière. Avocat au Parlement dès 1708, il fut considéré dans son ordre et passa sa vie entière au centre du vieux Paris, dans la rue Galande, où il était né. Ses travaux de cabinet le firent bientôt remarquer et admettre parmi les plus grands personnages, tels que M. d’Argenson et la famille Nicolaï. Son nom a été sauvé de l’oubli par son ouvrage publié sous le titre de : Chronique de la Régence et du règne de Louis XV, ou Journal historique et anecdotique, qu’il écrivit pour lui-même, enregistrant au jour le jour ce qu’il voyait et entendait, sans préoccupation du style ni de l’effet.
Ayant assisté, le 27 avril 1718, à l’incendie du Petit-Pont, qui relie la rive gauche à l’ile de la Cité, Barbier, qui tenait un cabinet d’affaires depuis 10 ans, mêlé à la foule des badauds, constata les dégâts et vivement impressionné, décida, une fois rentré chez lui, de consigner l’événement. Cinquante-sept années durant, de 1718 à 1762, il tiendra jour par jour un compte scrupuleusement exact des événements de son temps, se trouvant ainsi, à son insu, un continuateur fort appréciable des Mémoires de Saint-Simon, qui s’arrêtent en 1723, comblant une lacune entre ceux-ci et ceux de Bachaumont, qui commencent en 1762. Il présente un grand intérêt pour l’histoire des mœurs de son temps par les petits faits et de nouvelles sur des événements en général peu importants, mais souvent caractéristiques dont il remplit son journal.
Il est intéressant de constater des différences entre certains faits relatés dans sa chronique et ceux rapportés par les gazetins de la police secrète. Pour exemple, il relate le 16 janvier 1726 l'évasion d'un soldat sautant du Pont-Neuf dans la Seine, sauvé et caché par des témoins ,. Le gazetin de la police, outre qu'il place l'affaire le 13, prétend qu'il fut livré ,. Il y en a d'autres, ce qui n'est pas surprenant, les deux rapportant en fait le murmure de la ville.
Bien que d’un mérite littéraire inférieur, ce qui rend Barbier infiniment plus précieux pour l’histoire intime de la nation en masse est qu’il s’occupe beaucoup plus de la bourgeoisie que de la cour. Barbier est, par exemple, absolument indifférent à la littérature : il ne parle du théâtre que pour raconter les liaisons des actrices et des danseuses avec les seigneurs du temps. Il n’évoque guère Voltaire que lorsque celui-ci joue un rôle en quelque sorte officiel, quand il écrit une pièce de circonstance, comme le Poëme de Fontenoy. Dans ce journal, où il se montre d’une moralité parfois douteuse, Barbier consigne chaque soir les nouvelles de la cour et de la ville, en ayant soin de mentionner l’impression qu’elles ont produite dans Paris. Sa gazette est ainsi remplie de détails piquants absents des autres publications de l’époque de la grande politique diplomatique aux querelles protocolaires de cour, des crimes les plus sordides aux feux d’artifice les plus éclatants, de la fronde parlementaire aux ragots les plus vils. Les querelles du Parlement, les entrées, les mariages, les funérailles des princes y occupent une grande place, ainsi que les détails sur le beau et le mauvais temps, sur la gelée et la chaleur.
Son journal a donc le mérite d’être vrai, de donner sur les mœurs et la corruption du XVIIIe siècle le témoignage naïf d’un spectateur désintéressé. C’est un homme d’un sens droit et d’une haute impartialité, le seul des contemporains qui ne se soit pas engoué outre mesure de Law dans sa prospérité, et qui lui ait rendu justice dans sa disgrâce. C’est, de plus, un homme extrêmement consciencieux, qui se ferait scrupule de ne pas coucher sur son journal où, du reste, il ne s’est pas plus épargné que les autres, tous les petits propos, tous les petits scandales qui parviennent à sa connaissance. Représentant de la bonne bourgeoisie parisienne du règne de Louis XV, Edmond Barbier est sans doute l’un des chroniqueurs les plus connus et les plus consultés par les historiens.
On ignore si Barbier n’écrivait que pour son agrément personnel, ou s’il le faisait dans l’intention d’être lu un jour ou un autre, quand le temps en serait venu, mais on sait qu’il eut soin de confier expressément son Journal à son exécuteur testamentaire, son neveu à la mode de Bretagne l'abbé Jean-Baptiste-Robert Barbier d’Increville, ce qui pourrait laisser pencher pour la seconde possibilité. On ne sait pas au juste à quelle époque ce Journal est entré, ni s’il y est venu par acquisition ou par donation à la Bibliothèque nationale où il est resté longtemps en manuscrit (no 2036, 7 vol. in-4°). Quoi qu’il en soit, Paulin Paris est le premier qui en ait révélé l’existence au monde littéraire, en parlant tant et si bien, que La Villegille en a donné, en 1847-49, pour la Société de l’Histoire de France, une édition expurgée (Paris, 1847-1849, 4 vol. in-8°)  puis dans son entier (Paris, 1857, 8 vol. in-18).

## Sources
- Maurice Barthélemy, Marc-Antoine Le Grand, Cartouche : histoire authentique recueillie, pour la première fois, Paris, J. Laisné, 1859, p. 21.
- Paul-Valentin Dupray de La Mahérie, Dictionnaire populaire illustré d'histoire, de géographie, de biographie, de technologie, de mythologie, d'antiquités, de droit usuel, des beaux-arts et de littérature, vol. 1, Paris, Imprimerie parisienne, 1865, 800 p., p. 226.
- Ludovic Lalanne, Dictionnaire historique de la France : contenant pour l’historie civile, politique et littéraire la biographie; la chronologie. Pour l’histoire militaire. Pour l’historique, les divisions territoriales et administratives de la Gaule et de la France, Paris, Hachette, 1877, p. 182-3.
- Gustave Vapereau, Dictionnaire universel des littératures, Paris, Hachette, 1876, 2096 p., p. 196.